# Albulska železnica
Albulska železnica (nemško: Albulabahn; italijansko Ferrovia dell'Albula) je železniška proga tirne širine 1 meter, ki je del tako imenovanega osrednjega omrežja Retijske železnice (RhB), v kantonu Graubünden v Švici. Povezuje Thusis v občini Hinterrhein (697 m), z letoviščem St. Moritz v Engadinu (1774 m).
Gradnja se je začela septembra 1898, odprta je bila 1. julija 1903 in podaljšana do St. Moritza začela delovati 10. julija 1904. S svojimi 55 mostvi in 39 predori je 61,67 km dolga proga ena izmed najbolj spektakularnih ozkotirnih železnic na svetu.
7. julija 2008 sta bili Albulska in Berninska železnica, ki obe predstavljata del RhB sistema, skupaj uvrščeni na seznam UNESCO-ve svetovne dediščine, pod imenom Retijska železnica v pokrajini Albula / Bernina.
Najbolj znana vlaka, ki delujeta na Albuldki železnici sta Glacier Express in Bernina Express.

## Zgodovina
Do leta 1890 je bilo na jugovzhodu Švice zelo malo železnic. Alpski tranzitni promet je potekal po Gotthardski železnici, tako da se je zdelo, da ni ekonomsko upravičena gradnja železnic v Graubündenu. Samo uspeh proge Landquart-Davos-Bahn (LD) je povzročil prelomnico. Leta 1895 je LD spremenila svoje ime v Retijsko železnico (RhB). Dve leti kasneje so prebivalci Graubündena odločili na referendumu, da bi RhB postala državna last. Te spremembe so ustvarile ustrezne pogoje za hitro gradnjo nadaljnjih RhB prog, ki so bile namenjene odprtju velikega dela kantona.
Leta 1890 je hotelir iz Davosa, Willem-Jan Holsboer, predlagal gradnjo železniške povezave od Chura preko Davosa in skozi predor pod prelazom Scaletta v St. Moritz, nato pa dalje preko prelaza Maloja do Chiavenna v Italiji. Holsboer je moral kasneje opustiti to načrtovano Scalettabahn, v korist smeri, ki je potekala skozi Albulski predor. Leta 1895 je železniški pionir iz Züricha, Adolf Guyer-Zeller, predstavil zamisel o Engadin-Orient-železnici, ki bi povezala Chur, preko Thusisa in Engadina, in čez prelaz Fuorn, v Vinschgau in Trst. Zeller je načrtovano predlagal kot standardno tirno širino proge. Za to bi morali pod Albulskimi Alpami zgraditi preko 12 km dolg predor od ustja Val Tisch do Engadina pod Beverjem. Podobno kot Ofenbergbahn bi tudi Engadine-Orient-železnica prerezala povezavo skozi Val Müstair. Šele 30. junija 1898 se je Zvezna skupščina v Bernu končno odločila za gradnjo Albulske železnice. Zvezna skupščina se je tako odločila tudi zoper drugo progo standardne širine in podobno razmišljala o železnici čez prelaz Julier.
Leta 1896 je bilo v Graubündenu le 20 km prog standardne širine in 90 km ozkotirnih železnic. (Mimogrede, dolžina prog s standardno tirno širino je ostala nespremenjena do danes, poleg gradnje nove industrijske proge od Chura do Domat / Emsa.) Prednost je bila dana gradnji železniške povezave z zdraviliščem St. Moritz, ki je bil v tistem času oddaljen 14-ur vožnje s kočijo od Chura.
Potem ko je bil Thusis dosegljiv iz Chura, se je 15. oktobra 1898 začela gradnja Albulske železnice. Za razliko od Berninske železnice, ki je bila odprta dobrih deset let kasneje in deluje v celoti kot elektrificirana že od samega začetka, so po Albulski železnici na začetku vozile parne lokomotive. Poleg tega je bila namenjena za splošno uporabo, zlasti za prevoz blaga. Ker parne lokomotive v tistem času niso bile posebej močne in niso omogočale višjih hitrosti, so bili največji nakloni omejeni na 3,5% in najmanjši polmer loka velikodušno opredeljen. Kljub vsemu pa je trasa zahtevala različne inženirske konstrukcije. Tako so na primer viadukti zgrajeni zelo trdno. Še posebej problematičen je bil vzpon v dolini med Bergünom / Bravuogn in postajo Preda, kjer na razdalji 5 km zračne črte, razlika v nadmorski višini znaša nad 400 m. Da bi ostali v okviru maksimalnih parametrov naklona je nadzornik projekta, Friedrich Hennings, oblikoval zapleteno umestitev, ki je traso podaljšala na 12 km. Dva zavita predora, trije spiralni predori in številni mostovi in viadukti so premagali inženirske probleme, z navijanjem proge kot navoj vijaka. Na tem delu proge je izgradnja 660 m dolgega Rugnux spiralnega predora povzročala velike težave, saj je 4 °C mrzla gorska voda ovirala delo delavcem.
Onstran postaje Preda je osrednji del proge, to je 5866 m dolg Albulski predor, ki poteka pod razvodjem Rena in Donave nekaj kilometrov zahodno od prelaza Albula. Z nadmorsko višino 1820 m je predor, za predorom Furka, drugi najvišji alpski predor v Švici. Izgradnja predora je doživljala nenavadne težave, ki jih je povzročal iztok vode, kar je privedlo do stečaja izvajalca gradbenih del. Skupno je pri gradnji Albula predora sodelovalo 1316 ljudi. Bilo je 16 nesreč delavcev s smrtnim izidom. 29. maja 1902 je bil dosežen preboj predora na točki 3030,5 m od severnega portala in 2835 m od južnega portala.
1. julija 1903 bi moral biti odprt odsek med Thusisom in Celerino, vendar RhB in občina St. Moritz še vedno nista dosegli soglasja glede lokacije postaje St. Moritz, zato je bila otvoritev 3 km dolgega preostalega odseka odložena do 10. julija 1904.
Pomanjkanje premoga med prvo svetovno vojno je spodbudilo RhB k razmišljanju o elektrifikaciji. 20. aprila 1919 je bil odprt prvi del elektrificirane proge med Beverjem in Filisurom, pod napetostjo 11 kV 16 2/3 izmenično Hz, sistem, ki se je uporabljal na progi Engadin. 15. oktobra 1919 je sledilo podaljšanje do Thusisa.
Od leta 1930 dalje po Albulski železnici vozi Glacier Express. Bernina Express je bil dodan po drugi svetovni vojni. Oba vlaka delujeta kot vodilna pri legendarnem ugledu Retijske železenice tako med prevozniki kot med železniškimi oboževalci iz celega sveta.
Ker je bila leta 1969 proga opremljena z varnostnim sistemom, je bil omogočen daljinski nadzor prometa vlakov na večini postaj na progi. Leta 2005 je kontrolni center v Landquartu prevzel delo, ki ga je prej opravljala postaja v Filisuru.
Postaja Bever je bila posodobljena leta 1973. Podaljšanje kratke zanke na postajah za več kot 260 m, je ekvivalent za hitri vlak s 13 vagoni. Od konca leta 1990 je RhB namestila tri kratke odseke dvotirne proge - Thusis, Filisur in pod Predo - da križanja vlakov potekajo bolj gladko. Preostali del proge je enotiren kot prej in še vedno v veliki meri v svoji prvotni konfiguraciji iz leta 1904.
V zadnjih letih je Retijska železnica vložila veliko vsoto v obnovo proge, predvsem v objekte. V letu 1997 je bil saniran viadukt Solis, 2009 viadukta Landwasser in Albula III. Leta 2010 so obnovili predor Argentieri pred St. Moritzom in viadukt Clix. Leta 2010 so odprli tudi kulturno in industrijsko zgodovinsko pot Via Albula / Bernina.
Na poti v St. Moritz je bilo nivojsko križanje takoj za železniško postajo Samedan spremenjeno v izvennivojsko. Nov 100 metrov dolg predor je bil odprt v decembru 2011; hkrati je bila prenovljena postaja Samedan.  Med letoma 2010-2012 je bila postaja Bergün, skupaj z železniškimi tiri in ploščadjo obširno preoblikovana. Delo je potekalo v več fazah. Proga 1 je bila obnovljena, proga 2 ukinjena. Nov tir s ploščadjo je bil zgrajen za tovorni vlak. Leta 2012 so v nekdanji orožarni Bergün odprli Albulski železniški muzej.
Od poletja 2011 do konca leta 2012 je bil saniran predor Charnadüra v St. Moritzu. Tla predora so bila spuščena in nameščeno novo korito iz armiranega betona za povečanje nakladalnega profila. Leta 2011 je bil v celoti saniran viadukt Rugnux. Vsi zidani spoji so bili popravljeni, namestili so nove tire in nove armirane betonske pragove. Delo je potekalo pod prometom in pogosto ponoči. Ker viadukt ni dostopen po cesti, so večino materiala in vse velike dele pripeljali z vlakom.
Največji projekt je bila prenova je Albulskega predora. Leta 2009 so Retijske železnice proučile ali je bolj ekonomična obnova predora ali nadomestitev z novim. Spomladi 2010 so se RhB odločile za nov predor. Stroški so bili ocenjeni na 260 milijonov CHF. Nov predor je sicer 20 milijonov dražji od popravila, vendar pa so prednosti glede varnosti, delovanja in gradbene tehnologije bistveno večje. Največja prednost je, da se obratovanje vlaka med gradnjo lahko neprekinjeno vzdržuje. Gradnja novega predora se je začela 31. avgusta 2015  in se pričakuje, da bo trajala šest let in pol. Nov predor je združljiv s statusom svetovne dediščine. 

## Opis
Albulska železnica se začne v Thusisu, kjer se povezuje z železnico Landquart - Chur, zgrajeno leta 1896. Za postajo Thusis proga prečka Hinterrhein, kot tudi svtocesto A 13 in vstopi v dolino Albula, ki je vzhodno od Thusisa znana kot Schinschlucht. Tudi v tej zgodnji fazi že prečka mnogo mostov in predorov. Za postajo Solis, 8 km iz Thusisa, prvič prečka dolino Albula z 89 m visokim viaduktom Solis, ki je hkrati najvišji objekt na Retijski železnici in ima največji razpon na Albulski železnici.
Med Tiefencastelom in Filisurom vlak prečka 35 m visok in 137 m dolg viadukt Schmittentobel. Tik pred Filisurom doseže enega zaščitnih znakov Albulske železnice - in pogosto tudi Retijske železnice - 65 m visok viadukt Landwasser, ki v loku s polmerom samo 100 m vodi neposredno v predor.
Na postaji Filisur se stika z odcepom proge iz Davosa. Med Filisurom in Bergünom se vlak dvigne za 292 m in teče skozi prvi spiralni predor. Naslednji odsek med Bergünom in postajo Preda je najbolj zahteven primer železniške tehnologije na Albulski železnici: da bi premagali višinsko razliko nad 417 m na le 6,5 km zračne črte je trasa z različnimi inženirskimi objekti (vključno s tremi spiralnimi predori, dvema krožnima predoroma in štirimi viadukti preko doline) podaljšana na 12 km. Kmalu po odhodu iz postaje Bergün stoji lokomotiva RhB Crocodile kot spomenik. Vlak se spet vzpenja z naklonom 3,5%. S pomočjo različnih struktur proga dvakrat prečka sama sebe. Železniški navdušenci si lahko ogledajo tudi odsek Bergün-Preda s pomočjo zgodovinske železniške učne poti, ki poteka ob progi.
V zaselku Naz, v bližini postaje Preda, proga preči kratek plato, kjer je že nekaj let približno 1 km dolg odsek dvotirne proge. Kmalu za postajo Preda, ki leži na višini 1789 m, je najvišja točka na Albulski železnici, severni portal Albulskega predora. Po prehodu skozenj in postajo Spinas na južnem portalu, se vlak spušča po pobočju z naklonom do 3,2%, da pride v Oberengadine pri Beverju v Val Bever. Tu je križišče z Engadinsko železnico Scuol-Tarasp. Na naslednji postaji Samedan se odcepi proga za Pontresino – to je krak Bernina Expressa, ki povezuje Albulsko in Berninsko železnico v Tirano v Italiji. Po drugi strani pa Glacier Express sledi glavni progi prek Celerine v St. Moritz.
Prvotno je bil načrtovan potek preko prelaza Maloja v Chiavenno v Italiji, kjer bi se povezala z italijansko železniško progo, ki teče ob jezeru Como v Milano. Na podlagi teh načrtov je bila urejena postaja St. Moritz. Načrti na švicarski strani skozi Bergell so imeli visoko prioriteto, na italijanski strani pa le nejasne izjave o nameri. Prva svetovna vojna in posledično gospodarska recesija je preprečila vsako izvajanje načrtov. Danes pot čez prelaz Maloja služi kot čezmejna poštna avtobusna linija.

## Promet
Med Churom in St. Moritzom vozijo v rednih urnih intervalih hitri vlaki vsak dan. Ti vlaki so od decembra 2004 uradno znani kot RegioExpress. Za odseku Thusis – St. Moritz potrebujejo hitri vlaki 1 uro 34 minut in potujejo s povprečno hitrostjo 39 km / h. Ustavijo le na tako imenovanih hitrih železniških postajah. Na drugih postajah vlaki od leta 1990 ne ustavljajo. V visoki poletni sezoni, obstajajo tudi posebni turistični hitri vlaki s panoramskimi vagoni, za katere so potrebne rezervacije. Taka vlaka sta Glacier Express iz Zermatta v St. Moritz in Bernina Express od Chura preko Samedana in Pontresine v Tirano.
Najpogosteje uporabljena lokomotiva na Albulski železnici je moderna Ge 4/4 III električna lokomotiva, ki vozi tudi na progi Vereina. Albulska železnica je bila nekoč glavna uporabnica retijskega Crokodila (Ge 6/6 I). Ostali dve lokomotivi tega razreda in podobna zgodovinska Ge 4/6, še vedno vozita občasne posebne vlake. Novejši RhB lokomotive niso dosegle priljubljenosti Crokodilov. Ozkotirne železnice z nenavadno gostim tovornim prometom, v goratih predelih prevzamejo velik delež prometa, ki bi se sicer opravil po cestah. Najpomembnejše blago je les, cement in drugi gradbeni materiali, mineralna olja in živila.
Nadaljnje področje prevozov v železniškem prometu je prevoz avtomobilov z goratega terena, skupaj z njihovimi potniki. Alpske vremenske razmere onemogočajo uporabo alpskih prelazov skozi vse leto, medtem ko s pomočjo Albulske železnice lahko gorsko oviro premagamo brez kakršnih koli težav. Retijska železnica zato ponuja možnost prevoza avtomobilov v Thusisu na posebnih vagonih do Samedana.
Na odseku Bergün-Preda, obstajajo tudi tako imenovani sankaški vlaki, ki delujejo v zimskem času. To so posebni prevozi, ki vozijo sani in sankače od Bergüna do Preda. Tu se povežejo s cesto na prelaz Albula, ki je zaprta za promet v zimskem času in se uporablja kot sankaška proga v Bergün.